# Cecilia Milow
Emma Cecilia Milow, född 8 mars 1856 i Göteborg, död 7 maj 1946, var en svensk författare, pedagog och politiker.
Milow ägnade sig till att börja med åt pedagogik, grundade och förestod en flickpension i Skövde 1887–1902, men övergick sedermera till socialt arbete. Hon stiftade och ledde Kungsholmens ungdomsklubb i Stockholm 1904–1922. Milow var även en av stiftarna av Svenska folkförbundet 1906. Hon verkade inom Sveriges moderata kvinnoförbund och var redaktör för tidskriften Medborgarinnan. Milow utgav även skrifter i försvarsfrågan samt barn- och ungdomsfrågor. Hon erhöll Illis quorum 1916.
Hon är begraven på Sankta Elins kyrkogård i Skövde.